# Apelacja (prawo)
Apelacja (łac. appellatio – odwołanie) – odwołanie się od wydanego wyroku. W prawie procesowym apelacja jest środkiem odwoławczym od wyroku sądu pierwszej instancji do sądu drugiej instancji.
Terminem apelacja określa się też system kontroli odwoławczej odznaczającej się specyficznymi cechami.
Apelacja przysługuje wyłącznie od wyroku sądu pierwszej instancji. W Polsce od wyroków wydanych w pierwszej instancji przez sąd rejonowy apelacja przysługuje do sądu okręgowego, natomiast jeśli wyrok w pierwszej instancji zapadł przed sądem okręgowym, sądem drugiej instancji jest sąd apelacyjny. W sprawach sądów wojskowych sądem odwoławczym od wyroku wojskowego sądu garnizonowego jest wojskowy sąd okręgowy, natomiast od wyroku wojskowego sądu okręgowego jako sądu pierwszej instancji apelacja przysługuje do Sądu Najwyższego - Izby Karnej (do 2018 roku Izby Wojskowej).
Apelację należy wnosić na piśmie, do sądu odwoławczego za pośrednictwem sądu pierwszej instancji, w terminie dwóch tygodni od daty doręczenia wyroku z uzasadnieniem. Gdy jednak strona nie zażądała uzasadnienia wyroku w terminie tygodniowym od ogłoszenia sentencji wyroku, termin do wniesienia apelacji biegnie od dnia, w którym upłynął termin do żądania uzasadnienia. Apelacja od wyroku sądu okręgowego jako sądu pierwszej instancji - o ile nie pochodzi od prokuratora - winna być sporządzona i podpisana przez obrońcę będącego adwokatem lub radcą prawnym.
Prawidłowo wniesiona i spełniająca wszelkie wymogi apelacja prowadzi do ponownego rozpatrzenia sprawy, przy uwzględnieniu dodatkowych, zawartych w niej, przesłanek. Niewniesienie apelacji skutkuje uprawomocnieniem się wyroku sądu pierwszej instancji.
W postępowaniu cywilnym, które toczy się w trybie postępowania nieprocesowego, apelacja przysługuje również od niektórych postanowień sądu pierwszej instancji orzekających co do istoty sprawy.
W postępowaniu administracyjnosądowym nie przewiduje się apelacji. Stronie postępowania przysługuje skarga kasacyjna.

## Postępowanie apelacyjne w postępowaniu karnym
Zasadniczą funkcją postępowania apelacyjnego jest funkcja kontrolna.
W 1949 roku apelacja została usunięta z polskiego procesu karnego i zastąpiona przez rewizję. W 1995 roku w noweli kodeksu postępowania karnego zmieniono określenie "rewizja" na "apelacja", jednak była to zmiana mechaniczna, nie licząc ograniczenia orzekania na niekorzyść przez sąd odwoławczy.
W Polsce system apelacyjny jest systemem postępowania dwuinstancyjnego. Strona, która zaskarża wyrok, może żądać jego kontroli pod względem prawnym i faktycznym. Apelacja może zostać oparta na jednym albo kilku spośród czterech zarzutów: 
1. obrazy przepisów prawa materialnego w zakresie kwalifikacji prawnej czynu przypisanego oskarżonemu;
2. obrazy przepisów prawa materialnego w innym wypadku niż wskazany wyżej, chyba że pomimo błędnej podstawy prawnej orzeczenie odpowiada prawu;
3. obrazy przepisów postępowania, jeśli mogło to mieć wpływ na treść zaskarżonego wyroku;
4. błędu w ustaleniach faktycznych przyjętych za podstawę zaskarżonego wyroku, jeśli mogło to mieć wpływ na jego treść;
5. rażącej niewspółmierności kary.

Dodatkowo w apelacji podnosić można wszelkie zarzuty, które nie mogły być przedmiotem zażalenia.
Sąd odwoławczy orzeka w granicach środka odwoławczego, tzn. związany jest kierunkiem apelacji (na korzyść czy na niekorzyść oskarżonego) i jej zakresem (zaskarżenie wyroku w całości czy w części), a jeśli apelację na niekorzyść oskarżonego wniósł prokurator lub pełnomocnik jednej ze stron – także wymienionymi w niej zarzutami. Zasada związania granicami środka odwoławczego nie obowiązuje gdy stwierdzone zostanie istnienie jednej spośród tzw. bezwzględnych przesłanek odwoławczych.
Sąd odwoławczy, w rezultacie rozpoznania apelacji, może zaskarżony wyrok utrzymać w mocy, uchylić (wtedy kieruje sprawę do ponownego rozpoznania bądź umarza postępowanie), a jeżeli pozwala na to zgromadzony materiał dowodowy, ma prawo zmienić zaskarżony wyrok, nie może jednak skazać oskarżonego, który został uniewinniony przez sąd pierwszej instancji lub co do którego w pierwszej instancji umorzono postępowanie. W razie przekazania sprawy do ponownego rozpoznania sądowi pierwszej instancji, sąd ten jest związany wskazówkami i zapatrywaniami prawnymi sądu odwoławczego.
Sąd odwoławczy może przeprowadzić postępowanie dowodowe. Sąd odwoławczy oddala jednak wniosek dowodowy, jeżeli przeprowadzenie dowodu przez ten sąd byłoby niecelowe w razie konieczności orzeczenia o uchyleniu wyroku i przekazania sprawy do ponownego rozpoznania.
Na wniosek oskarżonego pozbawionego wolności choćby w innej sprawie sąd odwoławczy zarządza sprowadzenie go na rozprawę. Może się zdarzyć, że sąd za wystarczającą uzna obecność obrońcy. W takim wypadku, jeżeli oskarżony nie ma obrońcy, sąd wyznacza obrońcę z urzędu.
W postępowaniu karnym prawo wniesienia apelacji przysługuje stronom postępowania, czyli: oskarżonemu, prokuratorowi, oskarżycielowi posiłkowemu, oskarżycielowi prywatnemu, jak również pokrzywdzonemu od wyroku warunkowo umarzającego postępowanie, wydanego na posiedzeniu, podmiotowi zobowiązanemu, a do 2015 r. także powodowi cywilnemu. Apelacja od wyroku sądu okręgowego jako sądu pierwszej instancji, jeżeli nie pochodzi od prokuratora, winna być sporządzona i podpisana przez obrońcę lub pełnomocnika będącego adwokatem bądź radcą prawnym. Natomiast w przypadku wyroku zapadłego w pierwszej instancji przed sądem rejonowym apelację może wnieść także osobiście oskarżony, oskarżyciel posiłkowy lub oskarżyciel prywatny.

## Historia
Apelację w prawie polskim stosowano pod koniec średniowiecza przed sądami miejskimi i kościelnymi. Do prawa ziemskiego weszła w XVI w. już jako instrument prawny w pełni ukształtowany. Była środkiem służącym do zmiany wydanego wyroku lub jego uchylenia. Toczyła się pomiędzy tymi samymi uczestnikami co w niższej instancji. Złożenie apelacji np. od wyroku sądu grodzkiego oznaczało przekazanie sprawy do Trybunału Koronnego a na Litwie do Trybunału Litewskiego, z jednoczesnym wstrzymaniem wykonania wyroku do czasu ostatecznego rozstrzygnięcia sprawy. Zdarzało się, że część spraw nim trafiła do Trybunału była w drodze apelacji rozpatrywana przez sądy ziemskie, czemu protestowano, gdyż uważano, że sądy równe sobie nie powinny rozpatrywać swych spraw nawzajem.